# José Luiz Carbone
José Luiz Carbone (São Paulo, 22 de março de 1946 — Campinas, 27 de dezembro de 2020) foi um treinador e futebolista brasileiro, que atuava como volante.
Era sobrinho do também futebolista Rodolfo Carbone.

## Carreira

### Como jogador
Iniciou a carreira no São Paulo, em 1963, no infantil. Um ano depois, já fez partidas pelo profissional, atuando no meio-campo.
Em 1966, passou a atuar como quarto-zagueiro, quando estourou os ligamentos do joelho.
Em 1967, atuou na Ponte Preta como lateral direito.
No ano seguinte, jogou pelo Metropol e em janeiro de 1969 voltou ao São Paulo.
Em agosto de 1969, foi emprestado ao Internacional, que veio a adquirir seu passe antes do final do ano.
Em 1973, quando era reserva no Inter, foi convocado por Zagallo para a Seleção Brasileira. Fez 6 jogos, entre 1973 e 1974.
Falcão diz que aprendeu a dar carrinho com Carbone.
Foi vendido ao Botafogo em agosto de 1973.
Em 1974, atuou por empréstimo de quatro meses no Grêmio.
Encerrou a carreira no Nacional-SP.

### Como treinador
Em 1982, após encerrar a carreira de jogador, no Nacional, passou a dirigir o clube no mesmo ano. Carbone também foi treinador de clubes como Nacional, Goitacaz, Fluminense, Ponte Preta, Botafogo/RJ, Palmeiras, Guarani, Atlético Paranaense, Internacional, Bahia, Cruzeiro, Criciúma, União São João, Ituano, Caldense, Guarani, Paraná e Remo. Comercial, Botafogo de Ribeirão Preto/SP, Joinville, Atlético Sorocaba
Na conquista do Campeonato Brasileiro de 1984 foi o treinador do Fluminense nas primeiras 16 partidas, entre 29 de janeiro e 11 de abril de 1984.
Foi vice-campeão brasileiro em 1987, pelo Guarani. 
No exterior, comandou equipes como Sporting Cristal, Blooming, Sharjah FC, Al-Sadd, Al-Merreikh, Ararat .

### Como comentarista esportivo
Carbone iniciou carreira como comentarista esportivo; em setembro de 2012 na Rádio Brasil, profissão a qual se dedicava na cidade de Campinas/SP, onde residia com a família. 
| “ | A falta do dérbi é ruim para ambos os clubes campineiros. Eu sonho em ver de novo os dois na mesma divisão, mexendo com a cidade, lotando a arquibancada. Carbone comentando a respeito de Guarani e Ponte Preta. | ” |

## Morte
Carbone morreu no dia 27 de dezembro de 2020, na cidade de Campinas, em decorrência de um câncer hepático, descoberto um mês antes.

## Títulos

### Como jogador
Internacional
- Campeonato Gaúcho: 1969, 1970, 1971, 1972 e 1973

Botafogo
- Torneio Independência do Brasil: 1974
- Taça Augusto Pereira da Mota: 1975
- Taça José Wânder Rodrigues Mendes: 1976
- Torneio Ministro Ney Braga: 1976
- Torneio Início do Rio de Janeiro: 1977

### Como treinador
Fluminense
- Campeonato Brasileiro: 1984[a]
- Campeonato Carioca: 1983
- Copa Kirin: 1987

Sharjah
- UAE League: 1993-94
- UAE President Cup: 1994-95

Sporting Cristal
- Campeonato Peruano: 1996

Remo
- Campeonato Paraense: 1999